# Рессета
Рессета́ — река в Брянской и Калужской областях России. Впадает в Жиздру в 134 км от её устья по правому берегу на высоте 149 метров над уровнем моря, являясь одним из основных правых притоков. Длина реки составляет 123 км, площадь водосборного бассейна — 2270 км².

## Течение
Берёт начало из урочища Болонь на высоте 185 м, расположенного недалеко от станции Батагово Брянской области. На значительном протяжении по руслу реки проходит граница Брянской и Калужской областей. Впадает в реку Жиздру у деревень Клинцы и Чернышено. Ландшафт реки Рессеты входит в перечень памятников природы Калужской области.

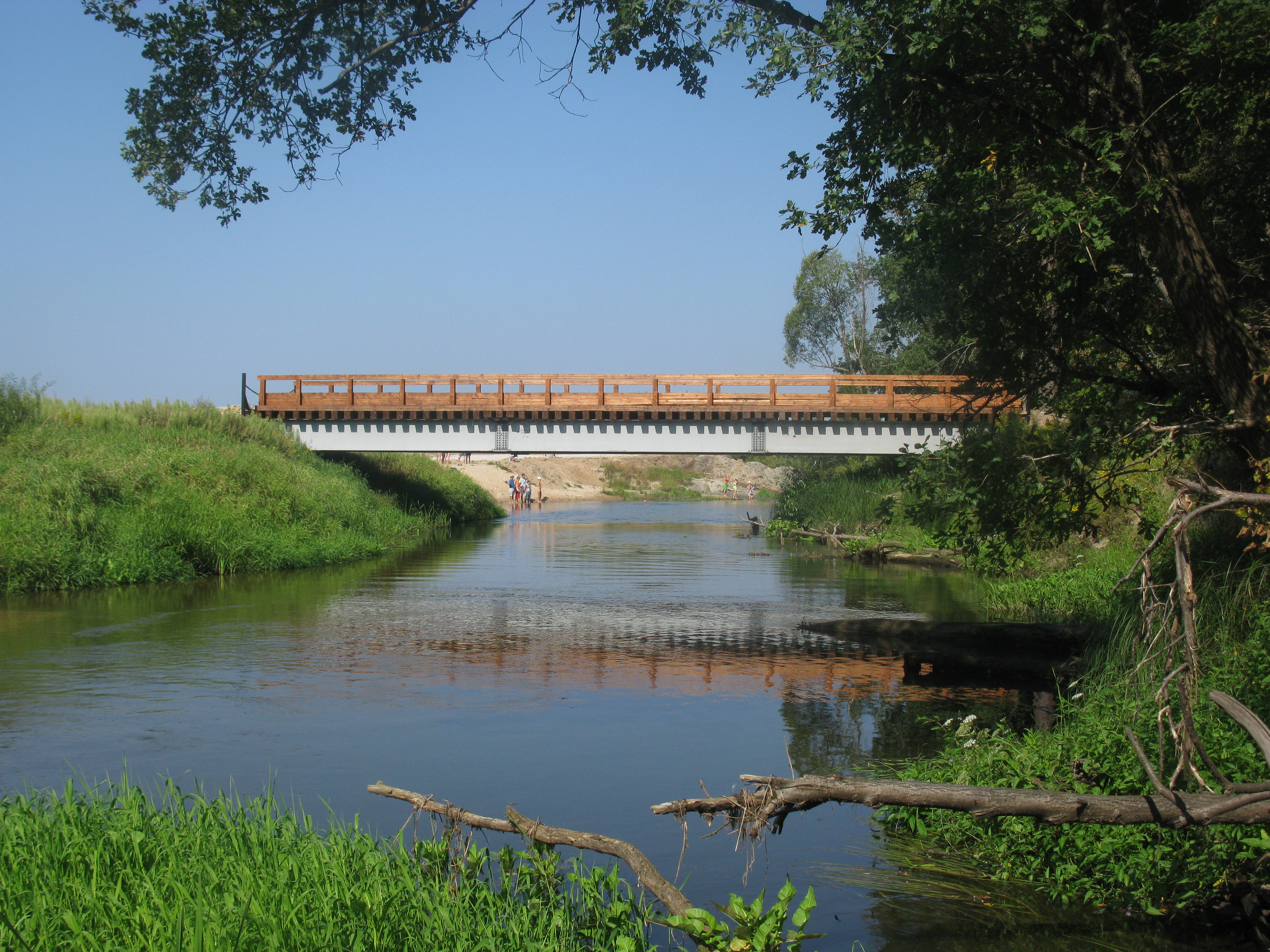
Рессета у села Хотьково

## Этимология
Название «Рессета» может происходить от одного из корней «реса», «ряса» — мокрое место, топь, «рассоха» — разветвление, развилок реки, «роса» — жидкость. Происхождение гидронима, скорее всего, такое же, как у реки Рессы, тоже протекающей в Калужской области.

## История
С названием реки связана рессетинская культура, датируемая позднепалеолитическим — раннемезолитическим временем. Среди находок — кремнёвые пластины, резцы, скребки, наконечники стрел.
На атласе Орловского наместничества 1794 года для юношества названа «Резетта».
До революции вблизи истока Рессеты находилась Орлово-дворская почтовая станция.
В октябре 1941 года на реке Рессете при попытке выйти из окружения погибло около 90 % личного состава 50-й армии Брянского фронта.

## Данные водного реестра
По данным государственного водного реестра России, относится к Окскому бассейновому округу. Речной бассейн — Ока, речной подбассейн — бассейны притоков Оки до впадения Мокши, водохозяйственный участок — Ока от города Белёва до города Калуги, без рек Упы и Угры.
Код объекта в государственном водном реестре — 09010100512110000019784.

## Притоки
(расстояние от устья)
- 15 км: река Болото (лв)
- 41 км: река Ловатянка (лв)
- 49 км: река Дубна (лв)
- 67 км: река Велья (лв)
- 76 км: река Обельна (Абельна) (пр)
- 82 км: река Полозна (лв)
- 83 км: река Катагоща (лв)
- 87 км: река Лютая (пр)
- 95 км: река Рессетичка (Желтянка) (пр)
- 96 км: река Лахава (лв)
- 101 км: река Песочня (лв)